# Cardinalitat del continu
En matemàtiques, i més concretament en teoria de conjunts, la cardinalitat del continu és la cardinalitat o "grandària" del conjunt dels nombres reals {\displaystyle \mathbb {R} }, de vegades anomenat "el continu". És un nombre cardinal infinit i es denota per {\displaystyle |\mathbb {R} |} o per {\displaystyle {\mathfrak {c}}} (una "c" minúscula fraktur).
Els nombres reals {\displaystyle \mathbb {R} } són més nombrosos que els nombres naturals {\displaystyle \mathbb {N} }. És més, {\displaystyle \mathbb {R} } té el mateix nombre d'elements que el conjunt de les parts de {\displaystyle \mathbb {N} }. Simbòlicament, si es denota per {\displaystyle \aleph _{0}} la cardinalitat de {\displaystyle \mathbb {N} }, llavors la cardinalitat del continu és
{\displaystyle {\mathfrak {c}}=2^{\aleph _{0}}>\aleph _{0}\,.}
Aquest resultat fou demostrat per Georg Cantor l'any 1874 com a part del seu estudi sobre els diferents infinits; la desigualtat fou demostrada d'una forma més senzilla en el seu argument de la diagonal. Cantor va definir la cardinalitat en termes de funcions bijectives: dos conjunts tenen la mateixa cardinalitat si i només si existeix una funció bijectiva entre ambdós conjunts.
Entre dos nombres reals qualssevol a < b, sense importar si estan prop o lluny l'un de l'altre, sempre hi ha un nombre infinit d'altres nombres reals, i Cantor va demostrar que hi ha una quantitat igual a la del conjunt complet dels nombres reals. En altres paraules, l'interval obert (a, b) és equipotent amb {\displaystyle \mathbb {R} }. Això també és cert per a altres conjunts infinits, com qualsevol espai euclidià n-dimensional {\displaystyle \mathbb {R} ^{n}}. És a dir,
{\displaystyle |(a,b)|=|\mathbb {R} |=|\mathbb {R} ^{n}|.}
El nombre cardinal infinit més petit és {\displaystyle \aleph _{0}} (àlef zero). El segon més petit és {\displaystyle \aleph _{1}} (àlef u). La hipòtesi del continu, que afirma que no existeixen conjunts amb cardinalitat estrictament entre {\displaystyle \aleph _{0}} i {\displaystyle {\mathfrak {c}}}, implica que {\displaystyle {\mathfrak {c}}=\aleph _{1}}.

## Propietats

### No és numerable
Georg Cantor va introduir el concepte de cardinalitat per tal de poder comparar les grandàries dels conjunts infinits. Demostrà que el conjunt dels nombres reals és infinit no numerable, és a dir, {\displaystyle {\mathfrak {c}}} és estrictament més gran que la cardinalitat dels nombres naturals, {\displaystyle \aleph _{0}}:
{\displaystyle \aleph _{0}<{\mathfrak {c}}.}
En altres paraules, hi ha un nombre estrictament més gran de nombres reals que de nombres enters. Cantor va demostrar aquest resultat de diverses maneres; vegeu l'argument de la diagonal de Cantor.

### Igualtats entre cardinals
Es pot utilitzar una variació de l'argument de la diagonal de Cantor per demostrar el teorema de Cantor, que afirma que la cardinalitat d'un conjunt és estrictament inferior a la cardinalitat del conjunt de les seves parts, és a dir, {\displaystyle |A|<2^{|A|}} i, per tant, el conjunt de les parts dels nombres naturals, {\displaystyle {\mathcal {P}}(\mathbb {N} )}, és no numerable. De fet, es pot demostrar que la cardinalitat de {\displaystyle {\mathcal {P}}(\mathbb {N} )} és igual a {\displaystyle {\mathfrak {c}}}:
1. Es defineix una funció {\displaystyle f\colon \mathbb {R} \to {\mathcal {P}}(\mathbb {Q} )} dels reals en el conjunt de les parts dels racionals, {\displaystyle \mathbb {Q} }, que envia cada nombre real {\displaystyle x} al conjunt {\displaystyle \{q\in \mathbb {Q} :q\leq x\}} de tots els racionals menors o iguals a {\displaystyle x} (on els reals es veuen com a talls de Dedekind, que no és més que la injecció canònica en el conjunt dels conjunts dels racionals). Aquesta funció és injectiva ja que els racionals són densos en R. Com que els racionals formen un conjunt numerable, llavors es té que {\displaystyle {\mathfrak {c}}\leq 2^{\aleph _{0}}}.
2. Sigui {\displaystyle \{0,2\}^{\mathbb {N} }} el conjunt de successions infinites amb valors en el conjunt {\displaystyle \{0,2\}}. Aquest conjunt té cardinalitat {\displaystyle 2^{\aleph _{0}}} (la bijecció natural entre el conjunt de successions binàries i {\displaystyle {\mathcal {P}}({\mathbb {N} })} ve donada per la funció indicatriu). Ara es pot associar a cada successió {\displaystyle (a_{i})_{i\in \mathbb {N} }} l'únic nombre real de l'interval {\displaystyle [0,1]} l'expansió ternària del qual ve donada pels dígits {\displaystyle a_{1},a_{2},\dotsc }, és a dir, hom li assigna el nombre {\displaystyle \sum _{i=1}^{\infty }a_{i}3^{-i}}, on l'i-sim dígit després de la coma decimal és {\displaystyle a_{i}} en base 3. La imatge d'aquesta funció s'anomena conjunt de Cantor. Es pot veure que aquesta funció és injectiva, ja que el fet d'evitar que apareguin punts amb el dígit 1 en la seva expansió ternària provoca que s'evitin conflictes pel fet que l'expansió ternària d'un nombre real no és única. Per tant, es té que {\displaystyle 2^{\aleph _{0}}\leq {\mathfrak {c}}}.

Pel Teorema de Cantor-Schröder-Bernstein es conclou que
{\displaystyle {\mathfrak {c}}=|{\mathcal {P}}({\mathbb {N} })|=2^{\aleph _{0}}.}
La igualtat entre cardinals {\displaystyle {\mathfrak {c}}^{2}={\mathfrak {c}}} es pot demostrar emprant aritmètica cardinal:
{\displaystyle {\mathfrak {c}}^{2}=(2^{\aleph _{0}})^{2}=2^{2\times \aleph _{0}}=2^{\aleph _{0}}={\mathfrak {c}}.}
Emprant les regles de l'aritmètica cardinal, també es pot demostrar que:
{\displaystyle {\mathfrak {c}}^{\aleph _{0}}={\aleph _{0}}^{\aleph _{0}}=n^{\aleph _{0}}={\mathfrak {c}}^{n}={\aleph _{0}}{\mathfrak {c}}=n{\mathfrak {c}}={\mathfrak {c}},}
on n és un cardinal finit ≥ 2 qualsevol, i
{\displaystyle {\mathfrak {c}}^{\mathfrak {c}}=(2^{\aleph _{0}})^{\mathfrak {c}}=2^{{\mathfrak {c}}\times {\aleph _{0}}}=2^{\mathfrak {c}},}
on {\displaystyle 2^{\mathfrak {c}}} és la cardinalitat del conjunt de les parts de R i, per tant, {\displaystyle 2^{\mathfrak {c}}>{\mathfrak {c}}}.

### Explicació alternativa de 𝖈 = 2ℵ0
Tot nombre real té almenys una representació decimal infinita. Per exemple,
1/2 = 0,50000...
1/3 = 0,33333...
π = 3,14159...
(això és cert fins i tot quan la representació repeteix dígits, com en els primers dos exemples). Donat qualsevol cas, el nombre de dígits és numerable, ja que es pot establir una correspondència biunívoca amb el conjunt dels nombres naturals {\displaystyle \mathbb {N} }. Aquest resultat fa que tingui sentit parlar (per exemple) del primer, el centèsim o el milionèsim dígit de π. Com que els nombres naturals tenen cardinalitat {\displaystyle \aleph _{0}}, llavors tot nombre real té {\displaystyle \aleph _{0}} dígits en la seva representació decimal.
Com que tot nombre real es pot separar en la seva part entera i la seva part decimal, es té
{\displaystyle {\mathfrak {c}}\leq {\aleph _{0}}\cdot 10^{\aleph _{0}}\leq 2^{\aleph _{0}}\cdot (2^{4})^{\aleph _{0}}=2^{\aleph _{0}+4\cdot \aleph _{0}}=2^{\aleph _{0}}}
ja que
{\displaystyle {\aleph _{0}}+4\cdot {\aleph _{0}}={\aleph _{0}}}
D'altra banda, si s'estableix una correspondència {\displaystyle 2=\{0,1\}} amb {\displaystyle \{3,7\}}, i es considera que les fraccions decimals que contenen només 3 o 7 són només una part dels nombres reals, llavors es té
{\displaystyle 2^{\aleph _{0}}\leq {\mathfrak {c}}.}
i per tant
{\displaystyle {\mathfrak {c}}=2^{\aleph _{0}}.}

## Nombres bet
La successió de nombres bet es defineix per {\displaystyle \beth _{0}=\aleph _{0}} i {\displaystyle \beth _{k+1}=2^{\beth _{k}}}. Per tant, {\displaystyle {\mathfrak {c}}} és el segon nombre bet, bet u:
{\displaystyle {\mathfrak {c}}=\beth _{1}.}
El tercer nombre bet, bet dos, és la cardinalitat del conjunt de les parts de R (és a dir, el conjunt de tots els subconjunts de la recta real):
{\displaystyle 2^{\mathfrak {c}}=\beth _{2}.}

## La hipòtesi del continu
La famosa hipòtesi del continu afirma que {\displaystyle {\mathfrak {c}}} és també el segon nombre àlef, {\displaystyle \aleph _{1}}. En altres paraules, la hipòtesi del continu afirma que no hi ha cap conjunt {\displaystyle A} la cardinalitat del qual estigui situada entre {\displaystyle \aleph _{0}} i {\displaystyle {\mathfrak {c}}}:
{\displaystyle \nexists A\quad :\quad \aleph _{0}<|A|<{\mathfrak {c}}.}
Actualment se sap que aquesta afirmació és independent dels axiomes de la teoria de conjunts de Zermelo-Fraenkel juntament amb l'axioma de l'elecció (ZFC). És a dir, tant la hipòtesi del continu com la seva negació són consistents amb aquests axiomes. De fet per a qualsevol nombre natural n diferent de zero, la igualtat {\displaystyle {\mathfrak {c}}={\aleph _{n}}} és independent de ZFC (el cas {\displaystyle n=1} és la hipòtesi del continu). La mateixa afirmació és vàlida per a la majoria d'altres àlefs, tot i que en alguns casos es pot demostrar la igualtat a partir del teorema de König sobre cofinalitat, per exemple, {\displaystyle {\mathfrak {c}}\neq {\aleph _{\omega }}}. En particular, {\displaystyle {\mathfrak {c}}} pot ser {\displaystyle \aleph _{1}} o bé {\displaystyle \aleph _{\omega _{1}}}, on {\displaystyle \omega _{1}} és el primer ordinal no numerable; per tant, pot ser o bé un cardinal successor o bé un cardinal límit i, per tant, un cardinal regular o un cardinal singular.

## Conjunts amb la cardinalitat del continu
Existeixen molts conjunts que tenen una cardinalitat igual a {\displaystyle {\mathfrak {c}}}. Alguns exemples comuns són:
- els nombres reals {\displaystyle \mathbb {R} }
- qualsevol interval (no degenerat) obert o tancat de {\displaystyle \mathbb {R} } (com l'interval unitat {\displaystyle [0,1]})

Per exemple, per a qualssevol {\displaystyle a,b\in {\mathbb {R} }} tals que {\displaystyle a<b}, es pot definir la bijecció
{\displaystyle {\begin{array}{llll}f\colon &{\mathbb {R} }&\to &(a,b)\\&x&\mapsto &{\displaystyle {\arctan x+{\pi  \over 2} \over \pi }}\cdot (b-a)+a\end{array}}}
A continuació es mostra la cardinalitat d'un interval infinit. Per a tot {\displaystyle a\in {\mathbb {R} }} es defineix la bijecció
{\displaystyle {\begin{array}{llll}f\colon &\mathbb {R} &\to &(a,\infty )\\&x&\mapsto &{\begin{cases}\arctan x+{\pi  \over 2}+a&{\text{si }}x<0\\x+{\pi  \over 2}+a&{\text{si }}x\geq 0\end{cases}}\end{array}}}
i de manera semblant per a tot {\displaystyle b\in {\mathbb {R} }}
{\displaystyle {\begin{array}{llll}f\colon &\mathbb {R} &\to &(-\infty ,b)\\&x&\mapsto &{\begin{cases}x-{\pi  \over 2}+b&{\text{si }}x<0\\\arctan x-{\pi  \over 2}+b&{\text{si }}x\geq 0\end{cases}}\end{array}}}
- els nombres irracionals
- els nombres transcendents. Cal notar que el conjunt dels nombres algebraics reals és infinit numerable (només cal assignar a cada fórmula el seu nombre de Gödel). Per tant, la cardinalitat dels nombres algebraics reals és {\displaystyle \aleph _{0}}. És més, els nombres algebraics reals i els nombres transcendents reals són conjunts disjunts, i la seva reunió és {\displaystyle \mathbb {R} }. Per tant, com que la cardinalitat de {\displaystyle \mathbb {R} } és {\displaystyle {\mathfrak {c}}}, llavors la cardinalitat dels nombres transcendents reals és {\displaystyle {\mathfrak {c}}-\aleph _{0}={\mathfrak {c}}}. També és cert un resultat similar per als nombres transcendents complexos, un cop s'ha demostrat que {\displaystyle |{\mathbb {C} }|={\mathfrak {c}}}.
- el conjunt de Cantor
- l'espai euclidià {\displaystyle {\mathbb {R} }^{n}}[2]
- els nombres complexos {\displaystyle \mathbb {C} }. Cal notar que, per la demostració de Cantor de la cardinalitat de l'espai euclidià,[2] es té que {\displaystyle |{\mathbb {R} }|^{2}={\mathfrak {c}}}. Per definició, qualsevol {\displaystyle c\in {\mathbb {C} }} es pot expressar de manera única com {\displaystyle a+bi} per a una certa elecció de {\displaystyle a,b\in {\mathbb {R} }}. Per tant, es té la bijecció

{\displaystyle {\begin{array}{llll}f\colon &\mathbb {R} ^{2}&\to &\mathbb {C} \\&(a,b)&\mapsto &a+bi\end{array}}}
- el conjunt de les parts dels nombres naturals {\displaystyle {\mathcal {P}}({\mathbb {N} })} (el conjunt de tots els subconjunts dels nombres naturals)
- el conjunt de successions d'enters (és a dir, totes les funcions {\displaystyle {\mathbb {N} }\to {\mathbb {Z} }}, de vegades simbolitzat com a {\displaystyle {\mathbb {Z} }^{\mathbb {N} }})
- el conjunt de successions de nombres reals, {\displaystyle {\mathbb {R} }^{\mathbb {N} }}
- el conjunt de totes les funcions contínues de {\displaystyle \mathbb {R} } en {\displaystyle \mathbb {R} }
- la topologia euclidiana sobre {\displaystyle \mathbb {R} ^{n}} (és a dir, el conjunt de tots els conjunts oberts de {\displaystyle \mathbb {R} ^{n}})
- la σ-àlgebra de Borel sobre {\displaystyle \mathbb {R} } (és a dir, el conjunt de tots els conjunts de Borel de {\displaystyle \mathbb {R} })

## Conjunts amb cardinalitat més gran
Alguns conjunts amb cardinalitat més gran que {\displaystyle {\mathfrak {c}}} són:
- El conjunt de tots els subconjunts de {\displaystyle \mathbb {R} } (és a dir, el conjunt de les seves parts {\displaystyle {\mathcal {P}}(\mathbb {R} )})
- El conjunt 2R de les funcions indicatrius definides sobre subconjunts dels reals (el conjunt 2R és isomorf a {\displaystyle {\mathcal {P}}(\mathbb {R} )}; només cal considerar la funció indicatriu que escull els elements a incloure de cada subconjunt)
- El conjunt {\displaystyle \mathbb {R} ^{\mathbb {R} }} de totes les funcions de {\displaystyle \mathbb {R} } en {\displaystyle \mathbb {R} }.
- La σ-àlgebra de Lebesgue de {\displaystyle \mathbb {R} }, és a dir, el conjunt de tots els conjunts mesurables Lebesgue de {\displaystyle \mathbb {R} }
- El conjunt de totes les funcions integrables Lebesgue de {\displaystyle \mathbb {R} } en {\displaystyle \mathbb {R} }
- El conjunt de totes les funcions mesurables Lebesgue de {\displaystyle \mathbb {R} } en {\displaystyle \mathbb {R} }
- Les compactificacions de Stone-Čech de {\displaystyle \mathbb {N} }, {\displaystyle \mathbb {Q} } i {\displaystyle \mathbb {R} }
- El conjunt de tots els automorfismes del cos (discret) dels nombres complexos

Tots aquests conjunts tenen cardinalitat {\displaystyle 2^{\mathfrak {c}}=\beth _{2}}.